# ৠ
Cette page contient des caractères spéciaux ou non latins. S’ils s’affichent mal (▯, ?, etc.), consultez la page d’aide Unicode.
ৠ, transcrit r̥̄, est une voyelle de l’alphasyllabaire assamais-bengali utilisée dans la transcription du sanskrit.

## Représentations informatiques
Ses caractères Unicode sont :
| formes       | représentations | chaînes de caractères | points de code | descriptions                             | note |
| ------------ | --------------- | --------------------- | -------------- | ---------------------------------------- | ---- |
| indépendante | ৠ               | ৠ                     | U+09E0         | lettre bengali rr vocalique              |      |
| dépendante   | ◌ৄ               | ৄ                      | U+09C4         | diacritique voyelle bengali rr vocalique |      |